# Indolin
Indolin je aromatični heterociklično organsko jedinjenje. On ima bicikličnu strukturu, koja se sastoji od šestočlanog benzenovog prstena kondenzovanog sa petočlanim pirolidinskim prstenom. Ovo jedinjenje je bazirano na strukturi indola, ali je 2-3 veza zasićena. On se može konvertovati u indol putem oksidacije/dehidrogenacije.